# Cónclave de 1591
El cónclave papal de 1591 (27-29 de octubre) se celebró tras la muerte del papa Gregorio XIV el 16 de octubre de ese año, tras menos de un año como papa. 
Esto dejó la Santa Sede vacante por tercera vez en 14 meses. El cónclave duró solo tres días y eligió a Giovanni Facchinetti fue electo como Inocencio IX.

## Contexto
Incluso antes de la muerte del papa Gregorio XIV, las facciones españolas y antiespañolas ya realizaban campañas electorales para elegir al próximo papa. La intervención despótica de Felipe II de España (r. 1556-1598) en el cónclave anterior no se olvidó: había vetado a todos los cardenales menos a siete. 
Esta vez, el partido español en el Colegio Cardenalicio no llegó tan lejos, pero aún controlaba la mayoría, y tras un rápido cónclave, elevó a Giovanni Facchinetti a la silla papal como Inocencio IX. Se necesitaron tres votaciones para elegirlo papa. 

## Votaciones
Facchinetti recibió 24 votos el 28 de octubre, pero no logró ser elegido papa en esa votación. Recibió 28 votos el 29 de octubre en la segunda votación, mientras que en la tercera se impuso.